# سیارک ۲۰۲۷۸
سیارک ۲۰۲۷۸ (به انگلیسی: 20278 Qileihang، نامگذاری:1998FP45) بیست هزار و دویست و هفتاد و هشتمین سیارک کشف شده‌است که در ۲۰ مارس ۱۹۹۸ کشف شد.
قدر مطلق سیارک برابر ۱۰٫۷ است.